# アベル・ゲリノー
アベル・ジャン＝ルイ・ゲリノー（Abel Jean-Louis Guérineau、1841年2月18日 - 1929年）は、19世紀のフランスの建築家。明治時代の日本に渡り、お雇い外国人として陸軍士官学校で図画を教えた後、パリで日本建築の紹介に努めた。チリでも活動した。

## 生涯

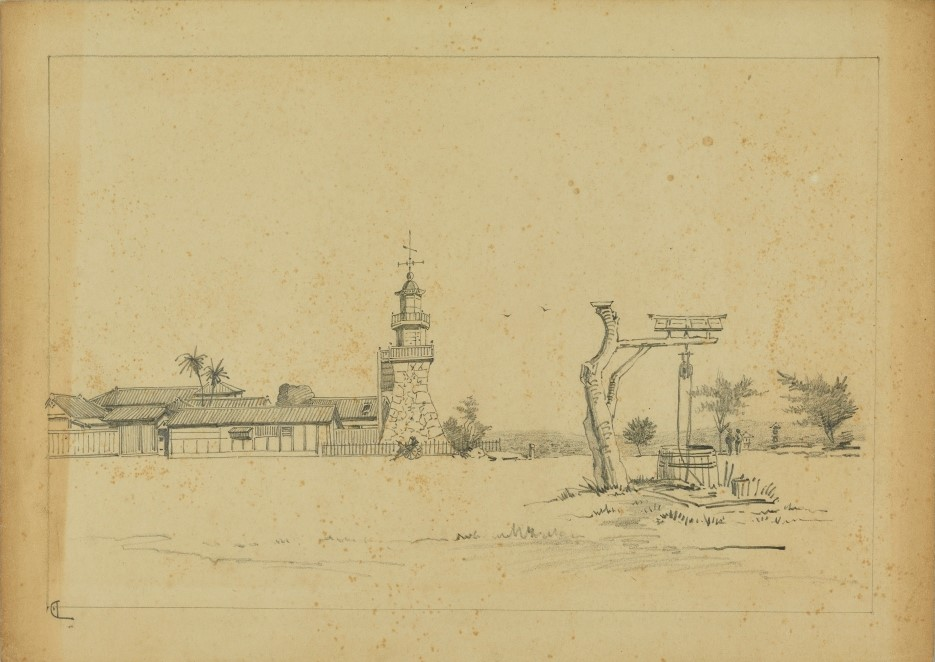
「九段招魂社」

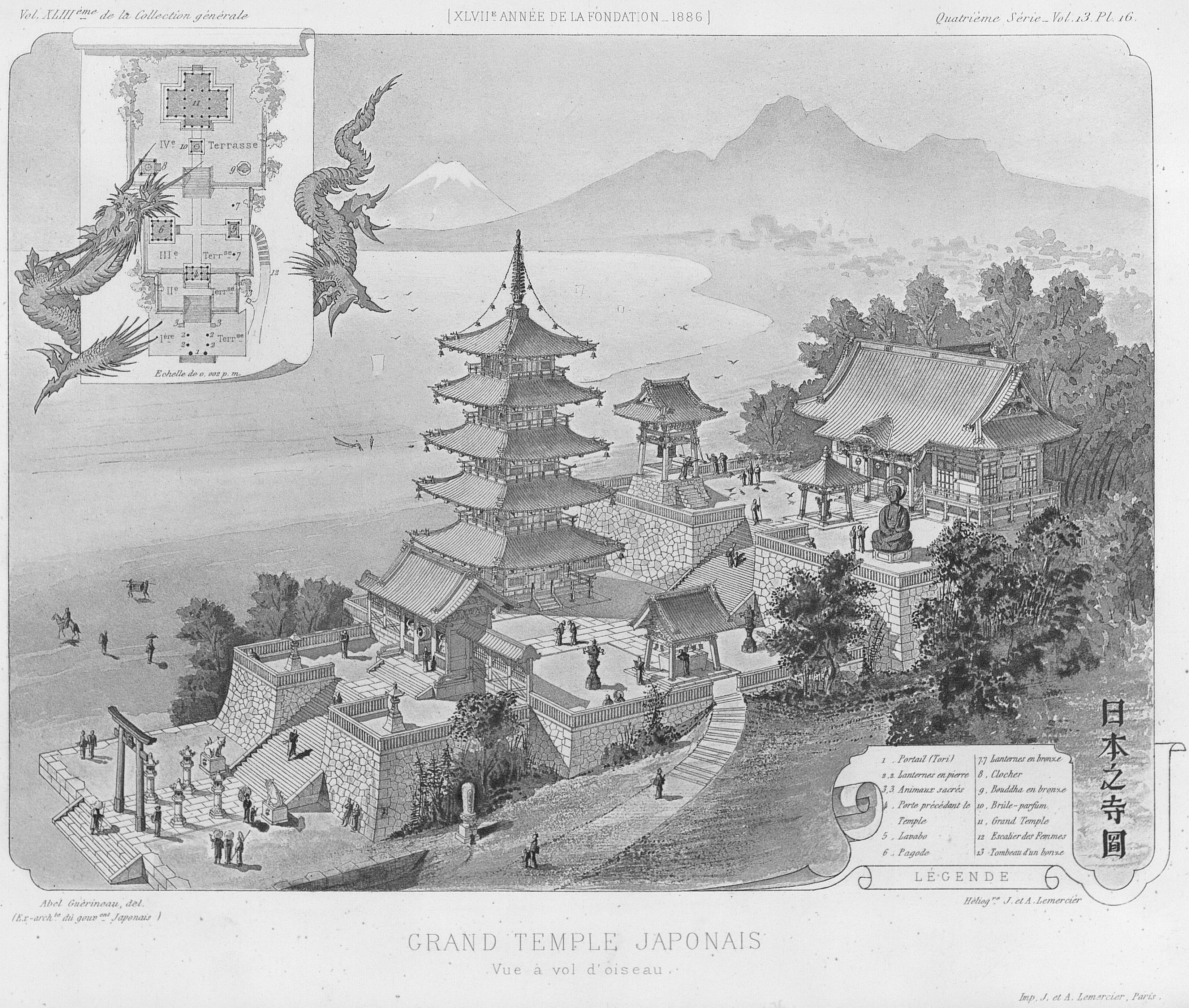
「日本之寺図」

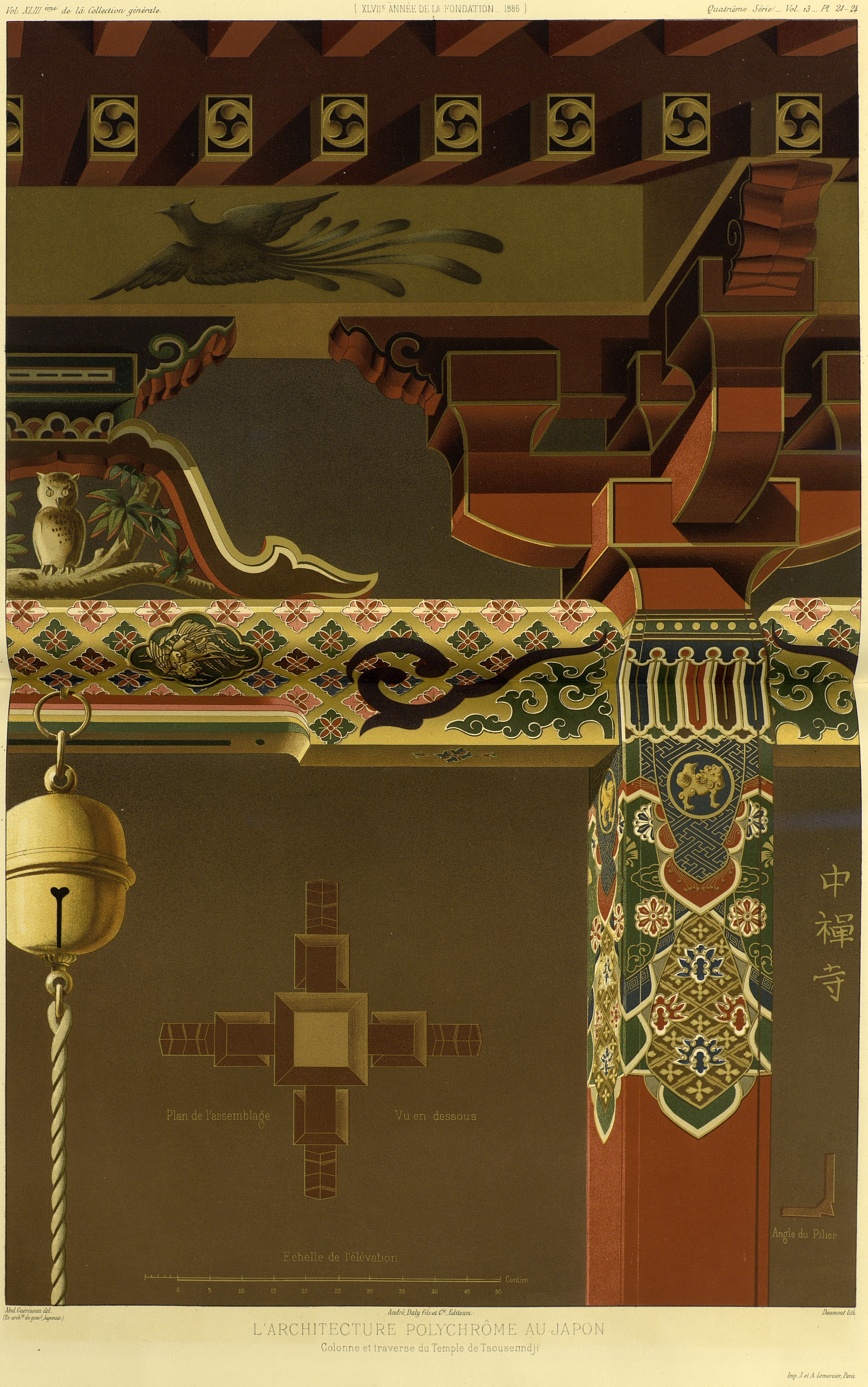
「日本の多彩色建築」（中禅寺） Revue1886年号掲載。

### 修学
1841年2月18日、フランスメーヌ＝エ＝ロワール県アンジェの現在の第2区界隈で生まれた。1861年エコール・デ・ボザール建築セクションに入学して下級課程に在籍し、ルイ・ルノルマンとアレクサンドル・ニコラ・デュ＝ボワのアトリエに所属したが、入学直後にルノルマンが死去し、専らデュ＝ボワに師事した。フランス軍で中尉に進んだ。

### 訪日
1874年（明治7年）4月5日、第二次フランス軍事顧問団が活動する日本に渡り、11日陸軍省に建築科教師として雇われ、陸軍士官学校建築学科で図学を教えた。屋敷は富士見町招魂社境内に与えられた。川上冬崖・小山正太郎・近藤正純・河北道介・榎本正忠・鈴木雪村・小平狭山・久保嘉門・横山松三郎等の日本人教師や、松岡寿等の聴香読画館関係者に西洋図画を指導し、洋画や写真法も教授した。
陸軍士官学校で使用した図学・数学課教科書には、アレクサンドル・ル・ベアール『水彩・装飾線描理論・実践講義』とルイ＝ジャン＝デジレ・デレストル『発展的線描完全講義』を翻訳した『図学教程』、オーギュスト＝ルイ＝エドワード・ブイヨン『線遠近法諸原理』を参照した石丸三七郎『泰西絵原写景法附図』、アントワーヌ・アミオ『幾何諸要素』を翻訳した『算学講本』等、エコール・デ・ボザール関係者の著書が多用されており、学内で唯一の同校出身者だったゲリノーの影響が考えられる。
日本滞在中に描いた日本建築の図版には日光の寺社が多く含まれており、1877年（明治10年）8月頃顧問団の一人ルイ・クレットマンの日光旅行に同行したとも考えられる。

### 帰国
1880年（明治13年）6月30日契約期間を終えて帰国し、パリで活動した。1881年第98回フランス芸術家協会展覧会に「日本建築研究」を出品して建築部門2等賞を受賞したほか、1886年建築専門誌Revue générale de l'architecture et des travaux publicsに日本建築の図版を提供し、日本国外に初めて日本建築を構造的に紹介した。Revueの記事はオーギュスト・ショワジー『建築史』でも参照されている。
1886年チリホーン岬に渡り、ロタ市ロタ公園内の施設等を手がけた。1929年死去した。

## 主な作品

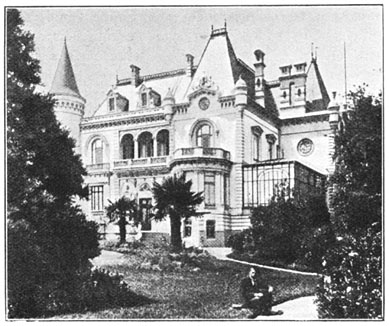
Palacio Cousiño-Goyenechea

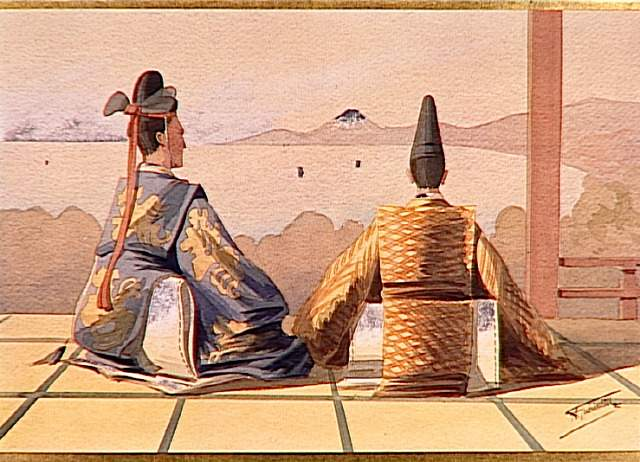
Seigneurs admirant le mont Fuji au dessus de la baie d'Edo

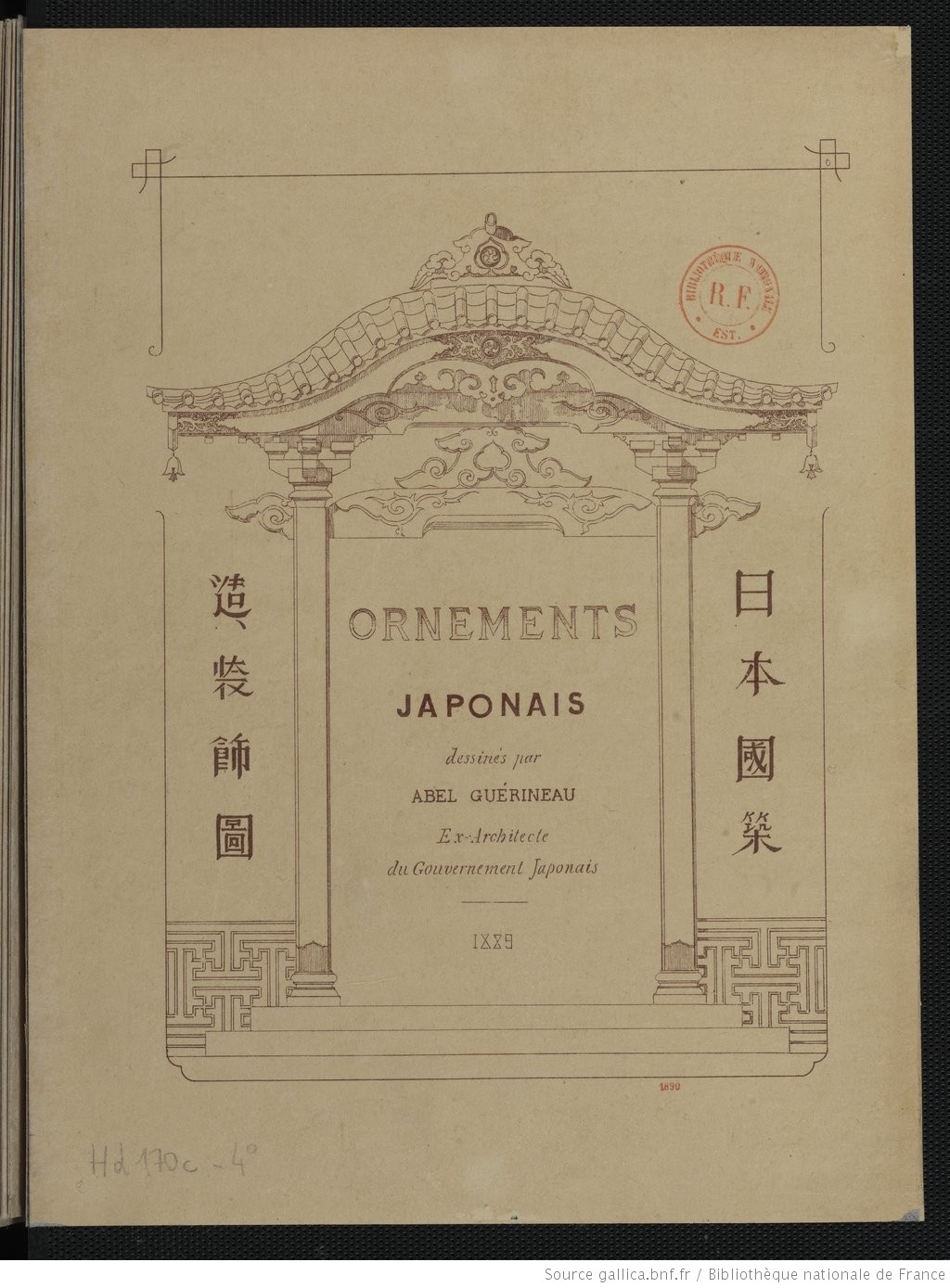
『日本国築造、装飾図』表紙

### 建築
- Palacio Cousiño-Goyenechea – Isidora Goyenecheaの依頼でEduardo Fehrmannから設計を引き継ぎ、1898年竣工。1960年チリ地震で被災し、解体された[13]。

### 図画
- 「日本之寺図」 - Revue1886年号掲載[14]。日光・芝の寺社図版に基づくイメージ図[1]。
- 「日光山内小寺」 - Revue1887年号掲載[15]。日光二荒山神社摂社朋友神社の図[1]。
- Seigneurs admirant le mont Fuji au dessus de la baie d'Edo – 1874年から1880年頃制作。ギメ東洋美術館所蔵[16]。
- Le Ministre de la Droite et celui de la Gauche – 1874年から1880年頃制作。ギメ東洋美術館所蔵[17]。
- Le Sanctuaire de Toshogu à Nikko : la terrasse des salles du trésor – 1880年頃制作。ギメ東洋美術館所蔵[18]。
- 「九段招魂社」 - 東京国立博物館所蔵[19]。
- Villa Pury (à Neuchâtel Suisse) – 1878年（明治11年）頃制作。個人蔵[20]。
- 男性像 – 1878年（明治11年）頃制作。個人蔵[20]。

### 著作
- 『日本国築造、装飾図』 –1889年刊[21]。日本の家紋・木彫・破風・障子・高窓・組物等の図版50点を掲載する[1]。

## 家族
- 父：Urbain Édouard Guérineau（1814年4月4日 -  1878年2月28日） - ヴェルサイユ宮殿キュレーター[22]。
- 母：Jeanne Louise Laure Justine Féraud（1820年7月14日 - ？） - パリ出身[23]。
- 妹：Laurence Denise Guérineau（1842年6月1日 – 1929年1月30日）[24]
- 妻：ルイーズ・セレスティーヌ・ゴルジュラ[25] – 1874年1月15日結婚[26]。1875年（明治8年）末頃から重病を患い、寒気や歩行困難が生じている[27][28]。